# Élections législatives de 2007 dans la Mayenne
Les élections législatives françaises de 2007 se déroulent les 10 et 17 juin 2007. Dans le département de la Mayenne, trois députés sont à élire dans le cadre de trois circonscriptions.

## Élus
| Circonscription | Député sortant                                | Parti | Parti | Député élu ou réélu | Parti | Parti |
| --------------- | --------------------------------------------- | ----- | ----- | ------------------- | ----- | ----- |
| 1re             | Henri Houdouin suppléant de François d'Aubert |       | UMP   | Guillaume Garot     |       | PS    |
| 2e              | Marc Bernier                                  |       | UMP   | Marc Bernier        |       | UMP   |
| 3e              | Yannick Favennec                              |       | UMP   | Yannick Favennec    |       | UMP   |

## Résultats

### Résultats à l'échelle du département
| Parti                                       | Parti                             | Premier tour | Premier tour | Second tour | Second tour | Sièges |
| Parti                                       | Parti                             | Voix         | %            | Voix        | %           | Sièges |
| ------------------------------------------- | --------------------------------- | ------------ | ------------ | ----------- | ----------- | ------ |
|                                             | Union pour un mouvement populaire | 67 156       | 49,24        | 42 685      | 50,37       | 2      |
|                                             | Divers droite                     | 3 184        | 2,33         |             |             | 0      |
|                                             | Mouvement pour la France          | 1 578        | 1,16         | 0           |             |        |
|                                             | Majorité présidentielle           | 71 918       | 52,73        | 42 685      | 50,37       | 2      |
|                                             |                                   |              |              |             |             |        |
|                                             | Parti socialiste                  | 34 937       | 25,61        | 25 258      | 29,81       | 1      |
|                                             | Les Verts                         | 4 925        | 3,61         |             |             | 0      |
|                                             | Parti communiste français         | 1 661        | 1,22         | 0           |             |        |
|                                             | Divers gauche dont MRC            | 504          | 0,37         | 0           |             |        |
|                                             | Gauche parlementaire              | 42 027       | 30,81        | 25 258      | 29,81       | 1      |
|                                             |                                   |              |              |             |             |        |
|                                             | UDF–Mouvement démocrate           | 14 667       | 10,75        | 16 796      | 19,82       | 0      |
|                                             | Extrême gauche dont LCR, LO et PT | 3 640        | 2,67         |             |             | 0      |
|                                             | Front national                    | 2 768        | 2,03         | 0           |             |        |
|                                             | Divers                            | 1 040        | 0,76         | 0           |             |        |
|                                             | Mouvement national républicain    | 338          | 0,25         | 0           |             |        |
|                                             |                                   |              |              |             |             |        |
| Inscrits                                    | Inscrits                          | 220 694      | 100,00       | 148 690     | 100,00      | 3      |
| Abstentions                                 | Abstentions                       | 80 764       | 36,6         | 60 908      | 40,96       |        |
| Votants                                     | Votants                           | 139 930      | 63,4         | 87 782      | 59,04       |        |
| Blancs et nuls                              | Blancs et nuls                    | 3 532        | 2,52         | 3 043       | 3,47        |        |
| Exprimés                                    | Exprimés                          | 136 398      | 97,48        | 84 739      | 96,53       |        |
| Source : Ministère de l'Intérieur - Mayenne |                                   |              |              |             |             |        |

### Résultats par circonscription

#### Première circonscription (Laval)
| Candidat       | Candidat                  | Parti          | Premier tour | Premier tour | Second tour | Second tour |  |
| Candidat       | Candidat                  | Parti          | Voix         | %            | Voix        | %           |  |
| -------------- | ------------------------- | -------------- | ------------ | ------------ | ----------- | ----------- |  |
|                | François d'Aubert sortant | UMP            | 23 080       | 45,31        | 24 634      | 49,37       |  |
|                | Guillaume Garot élu       | PS             | 17 649       | 34,65        | 25 258      | 50,63       |  |
|                | Benoît Pernin             | UDF–MoDem      | 4 250        | 8,34         |             |             |  |
|                | Françoise Marchand        | Les Verts      | 1 552        | 3,05         |             |             |  |
|                | Paul Le Morvan            | FN             | 1 016        | 1,99         |             |             |  |
|                | Yohann Thiaux             | LCR            | 789          | 1,55         |             |             |  |
|                | Jacques Poirier           | PCF            | 616          | 1,21         |             |             |  |
|                | Michel Sorin              | MRC            | 499          | 0,98         |             |             |  |
|                | Isabelle Cordeau          | MPF            | 435          | 0,85         |             |             |  |
|                | Geneviève Bougard         | LO             | 346          | 0,68         |             |             |  |
|                | Bernadette Bresard        | Divers         | 300          | 0,59         |             |             |  |
|                | Serge Faguet              | PT             | 247          | 0,48         |             |             |  |
|                | Michèle Aubujeau          | MNR            | 157          | 0,31         |             |             |  |
|                | Bernard Langlade          | Divers gauche  | 2            | 0,00         |             |             |  |
|                |                           |                |              |              |             |             |  |
| Inscrits       | Inscrits                  | Inscrits       | 81 703       | 100,00       | 81 702      | 100,00      |  |
| Abstentions    | Abstentions               | Abstentions    | 29 643       | 36,28        | 30 710      | 37,59       |  |
| Votants        | Votants                   | Votants        | 52 060       | 63,72        | 50 992      | 62,41       |  |
| Blancs et nuls | Blancs et nuls            | Blancs et nuls | 1 122        | 2,16         | 1 100       | 2,16        |  |
| Exprimés       | Exprimés                  | Exprimés       | 50 938       | 97,84        | 49 892      | 97,84       |  |

#### Deuxième circonscription (Château-Gontier)
| Candidat       | Candidat                   | Parti          | Premier tour | Premier tour | Second tour | Second tour |  |
| Candidat       | Candidat                   | Parti          | Voix         | %            | Voix        | %           |  |
| -------------- | -------------------------- | -------------- | ------------ | ------------ | ----------- | ----------- |  |
|                | Marc Bernier sortant réélu | UMP            | 17 373       | 43,26        | 18 051      | 51,8        |  |
|                | Élisabeth Doineau          | UDF–MoDem      | 7 775        | 19,36        | 16 796      | 48,2        |  |
|                | Linda Bruneau              | PS             | 7 040        | 17,53        |             |             |  |
|                | Brigitte Angibaud          | Divers droite  | 2 324        | 5,79         |             |             |  |
|                | Jean-Yves Griot            | Les Verts      | 1 471        | 3,66         |             |             |  |
|                | Katell Mautin              | FN             | 918          | 2,29         |             |             |  |
|                | Vincent Saulnier           | Divers droite  | 860          | 2,14         |             |             |  |
|                | Sophie Lefort              | MPF            | 612          | 1,52         |             |             |  |
|                | Dominique Noirot           | LCR            | 597          | 1,49         |             |             |  |
|                | Martine Amelin             | LO             | 416          | 1,04         |             |             |  |
|                | Joseph Gaudin              | Divers         | 402          | 1            |             |             |  |
|                | Claudette Lefebvre         | PCF            | 371          | 0,92         |             |             |  |
|                | Guy Rousseau               | IR             | 3            | 0,01         |             |             |  |
|                |                            |                |              |              |             |             |  |
| Inscrits       | Inscrits                   | Inscrits       | 66 988       | 100,00       | 66 988      | 100,00      |  |
| Abstentions    | Abstentions                | Abstentions    | 25 647       | 38,29        | 30 198      | 45,08       |  |
| Votants        | Votants                    | Votants        | 41 341       | 61,71        | 36 790      | 54,92       |  |
| Blancs et nuls | Blancs et nuls             | Blancs et nuls | 1 179        | 2,85         | 1 943       | 5,28        |  |
| Exprimés       | Exprimés                   | Exprimés       | 40 162       | 97,15        | 34 847      | 94,72       |  |

#### Troisième circonscription (Mayenne)
|                | Yannick Favennec sortant réélu | UMP            | 26 703 | 58,95  |  |  |  |
|                | Jean-Pierre Le Scornet         | PS             | 10 248 | 22,62  |  |  |  |
|                | Pierrick Tranchevent           | UDF–MoDem      | 2 642  | 5,83   |  |  |  |
|                | Jean-Claude Maignan            | Les Verts      | 1 902  | 4,2    |  |  |  |
|                | Bruno de La Morinière          | FN             | 834    | 1,84   |  |  |  |
|                | Bénédicte Pelletier            | LCR            | 725    | 1,6    |  |  |  |
|                | Yannick Peltier                | PCF            | 674    | 1,49   |  |  |  |
|                | Viviane Chanteloup             | MPF            | 531    | 1,17   |  |  |  |
|                | Marie-Paule Seigneur           | LO             | 520    | 1,15   |  |  |  |
|                | Philippe Jourdin               | Divers         | 338    | 0,75   |  |  |  |
|                | Marie-Madeleine Billeau        | MNR            | 181    | 0,4    |  |  |  |
|                |                                |                |        |        |  |  |  |
| Inscrits       | Inscrits                       | Inscrits       | 72 003 | 100,00 |  |  |  |
| Abstentions    | Abstentions                    | Abstentions    | 25 474 | 35,38  |  |  |  |
| Votants        | Votants                        | Votants        | 46 529 | 64,62  |  |  |  |
| Blancs et nuls | Blancs et nuls                 | Blancs et nuls | 1 231  | 2,65   |  |  |  |
| Exprimés       | Exprimés                       | Exprimés       | 45 298 | 97,35  |  |  |  |